# Crepidonellus
Crepidonellus is een geslacht van kevers uit de familie van de loopkevers (Carabidae). De wetenschappelijke naam van het geslacht is voor het eerst geldig gepubliceerd in 1959 door Basilewsky.

## Soorten
Het geslacht Crepidonellus omvat de volgende soorten:
- Crepidonellus endroedyi Basilewsky, 1975
- Crepidonellus latipalpis Basilewsky, 1988
- Crepidonellus nigromaculatus Basilewsky, 1959
- Crepidonellus pusillus (Peringuey, 1888)
- Crepidonellus youngai Basilewsky, 1988